# الحياد الأيرلندي خلال الحرب العالمية الثانية

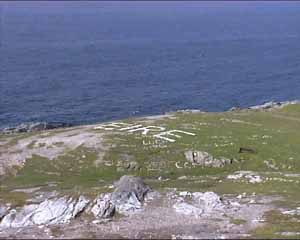

جرى تبنيّ سياسة الحياد الأيرلندي خلال الحرب العالمية الثانية من قبل البرلمان الأيرلندي (الإيراكتس) بتحريض من رئيس الوزراء الأيرلندي (التاوسيتش) إيمون دي فاليرا إبّان اندلاع الحرب العالمية الثانية في أوروبا، والتُزِم بها طوال فترة النزاع رغم الغارات الجوية الألمانية العديدة التي أخطأت أهدافها البريطانية المقصودة وأغارت على أسطول الشحن الأيرلندي القادم من دول الحلفاء ودول المحور على حد سواء. امتنع دي فاليرا عن الانضمام إلى قوات الحلفاء أو دول المحور. ناقش «دويل إيرن» (المجلس الأدنى الأيرلندي) احتمالية غزو ألماني، بل وأيضًا غزو بريطاني، وجرى الاستعداد لكلا الاحتمالين مع التجهيزات بالتفصيل الدقيق التي نُفِّذت بالتعاون مع الحلفاء بموجب الخطة دبليو. دعم حزب دي فاليرا الحاكم «فيانا فايل»، سياسته المحايدة طوال فترة الحرب.
تُعرف هذه الفترة في جمهورية أيرلندا باسم «الطوارئ»، وتعود هذه التسمية لصياغة المادة الدستورية التي طُبِّقت بهدف تعليق الحكم الاعتيادي للبلاد.
يتطلب اتباع سياسة الحياد تحقيق التوازن بين التقيد الصارم بعدم الانحياز واتخاذ خطوات عملية لصد أو إعاقة أي غزو من قِبل أي من الطرفين المعنيين.
على الرغم من الموقف الرسمي للحياد، كان هناك العديد من الانتهاكات غير المعلنة لهذا الموقف، مثل السماح باستخدام ممر دونيغال لطائرات الحلفاء العسكرية، والتعاون المكثف بين الحلفاء والاستخبارات الأيرلندية، كتبادل المعلومات، مثل تقارير الطقس التفصيلية للمحيط الأطلسي. على سبيل المثال، اتّخِذ قرار المضي قدمًا بالإنزال النورماندي بالاستفادة من تقرير طقس من خليج بلاكسود في مقاطعة مايو.

## علاقة ما قبل الحرب مع بريطانيا
كانت إيرلندا في عام 1939 تعتبر اسميًا من ضمن دول الدومينيون (المستقلة ذاتيًا) التابعة للإمبراطورية البريطانية وعضوًا في دول الكومنولث. حصلت الأمة على استقلال فعلي (دي فكتو) من بريطانيا بعد الحرب الأنجلو-أيرلندية، وأعلنت معاهدة الأنجلو-أيرلندية لعام 1921 أن أيرلندا «دولة مستقلة ذات سيادة وديمقراطية». تم تبني دستور جديد عبر استفتاء شعبي عام 1937. نصّ قانون ويستمنستر أنه على عكس الحرب العالمية الأولى، فإن دخول بريطانيا الحرب لم يعد يعني دخول دول الدومينيون التابعة لها تلقائيًا في الحرب. توترت العلاقات بين أيرلندا وبريطانيا لسنوات عديدة. على سبيل المثال، انخرطت الدولتان في الحرب التجارية الأنجلو- أيرلندية حتى عام 1938. 
ومع ذلك، لم تقطع أيرلندا علاقتها غير الوظيفية بالتاج الحاكم، ولم تُقطع العلاقة الاسمية النهائية إلا بموجب قانون جمهورية أيرلندا لعام 1948. لم يحضر أي ممثلين عن الدولة الجديدة مؤتمرات الكومنولث أو يشاركوا في شؤونها، لكن بقيت أيرلندا عضوًا قانونيًا حتى صدور قانون أيرلندا البريطاني لعام 1949، الذي وافق على إعلان الجمهورية وأنهى عضويتها رسمياً في دول الكومنولث.
إلى جانب صلاحيات جورج السادس القليلة المتبقية، نص دستور عام 1937 على أن يكون المنصب الجديد لرئيس أيرلندا هو «القائد الأعلى للقوات المسلحة الأيرلندية (قوات الدفاع)» 

## الشؤون الداخلية

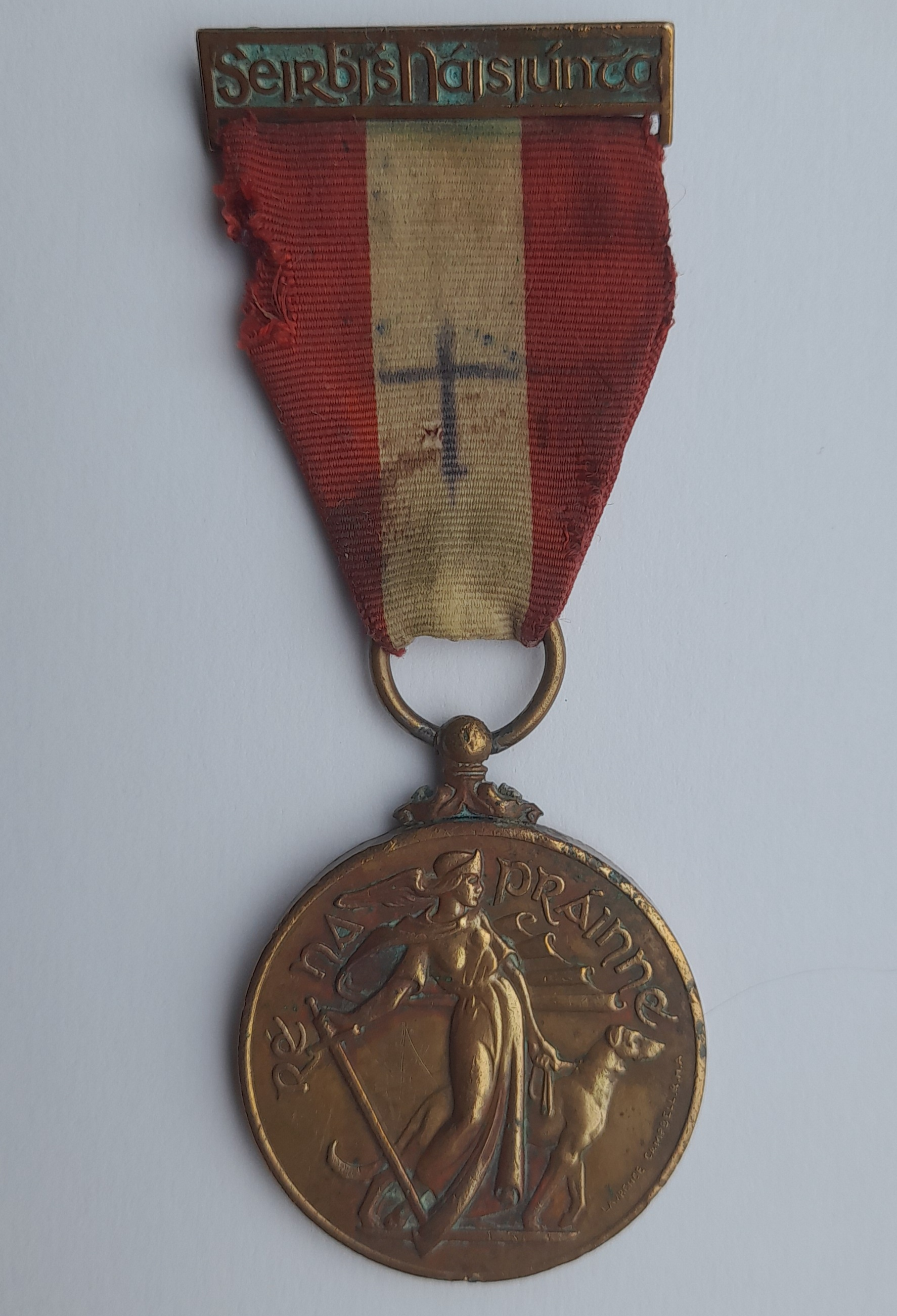

أيّد الشعب الأيرلندي سياسة الحياد الأيرلندي. مع السماح لمن يريد من المواطنين الأيرلنديين الخدمة في القوات المسلحة البريطانية، كما فعل ما لا يقل عن 50,000 مواطن بالتحاقهم الجيش البريطاني، وكذلك الأسطول التجاري والقوات الجوية الملكية، مع ارتقاء البعض بالرتب بسرعة، مثل أصغر قائد جناح بلقب طيار بطل في تاريخ سلاح الجو الملكي البريطاني: بريندان فينوكين.
انشقَّ 4983 من أفراد القوات المسلحة الايرلندية ليقاتلوا في صفوف القوات المسلحة البريطانية والقوات المسلحة للحلفاء. بعد الحرب، واجهوا ممارسات التمييز العنصري وفقدوا حقوقهم في الرواتب التقاعدية وحُرموا من العمل ضمن الوظائف الحكومية. في نهاية المطاف، أصدرت الحكومة الأيرلندية عفوًا رسميًا بحقهم عام 2013. 
وصدرت جوازات سفر وبطاقات هوية بحق 245000 شخص لتخولهم السفر إلى بريطانيا بهدف العمل. انحازت عناصر الحركة الجمهورية الأيرلندية إلى الرايخ الثالث في بداية الحرب مع المملكة المتحدة في عام 1939، معتقدين أن النصر الألماني قد يقود لقيام دولة أيرلندا المتحدة.

رداً على الاتهامات بأن الدولة قد فشلت في مواجهة الحرب الأخلاقية ضد النازية، صرح وزير الخارجية جو والش في عام 1941 بأن: 
«... الدول الصغيرة، مثل أيرلندا، لا تقوم ولا باستطاعتها لعب دور المُدافع عن القضايا العادلة باستثناء قضاياها الخاصة... بقاء شعبنا يأتي قبل كل الاعتبارات الأخرى ... لا يحق لأي حكومة أن تقضي بتدمير محتّم لشعبها؛ عليهم أن يغتنموا الفرصة الوحيدة للنجاة وأن يبقوا بعيدين».
في 1 سبتمبر 1939، استجابة للغزو الألماني لبولندا، أعلن المجلس الايرلندي (دويل إيرن) بعد عقد جلسة استثنائية، حالة الطوارئ العاجلة. دخل قانون سلطات الطوارئ الذي توج النقاش حيز التنفيذ بعد يوم واحد، في 3 سبتمبر. صِيغ إلى حدٍّ كبير على غرار مسودة القانون البريطاني الذي وُضِع أثناء أزمة السوديت قبل عام. في بعض النواحي، اعتبر القانون الأيرلندي أكثر تشددًا. وكانت الأحكام الرئيسية على النحو التالي:
«يجوز للحكومة، كلما وحيثما تراه مناسبًا، أن تصدر مثل هذه الأحكام (بموجب هذا القانون يشار إليها باسم قانون الطوارئ) التي تعتبر بنظر الحكومة، ضرورية أو ملائمة لتأمين السلامة العامة أو الحفاظ على الدولة أو للحفاظ على النظام العام أو توفير ومراقبة الموارد والخدمات لحياة المجتمع.» 
باستخدام هذه  السلطات التنفيذية الجائحة، شَرَعَت حكومة دي فاليرا باجتثاث أي مشكلة محتملة الحدوث وكبح أي تضارب مع سياسة الحياد في البلاد. طُبِّقت الرقابة على نشرات الأخبار الإذاعية إذ انحصر دور مقدمّي نشرات الاخبار بقراءة التقارير العسكرية لكلا الطرفين، دون الإدلاء بأي تعليق، وأوقفت التنبؤات الجوية لمنع المساعدة غير المقصودة للطائرات أو السفن المتورطة في الحرب. مورِست سياسة قمع تعبيرات الرأي العامة المؤيدة لأي من الطرفين. اجتُنِب حتى استخدام كلمة «الحرب» نفسها، إذ أشارت الحكومة إلى الوضع في أوروبا من عام 1939 إلى 1945 باسم «الطوارئ».

ومع ذلك، لدى إعلان بريطانيا الحربَ، شاهد الفتى المراهق جورج كول تمثال نيفيل تشامبرلين الذي أُحرِق علنًا في دبلن دون أي تدخل من قبل الشرطة. شعر كول بوجود: 
«.. كراهية هائلة لدى الأيرلنديين تجاه البريطانيين آنذاك..  أن نقول بأن الأمر كان مرعبًا فحسب، فنحن نستهين به».
كانت الظروف الاجتماعية والاقتصادية في الدولة قاسية في تلك الفترة. إذ كانت الأجور في حالة من الركود، مع غلاء الأسعار. كان هناك عجز مهم في الوقود وبعض المواد الغذائية. وفي الوقت نفسه، ازدهر التهريب عبر الحدود والسوق السوداء إلى حدِّ ما. 
كان الرئيس دوغلاس كاهنًا في مقاطعة كنيسة أيرلندا إذ شكّل الاتحاديون السابقون والموالون لبريطانيا، الغالبية العظمى من أفرادها. عندما دُعِي لحضور حفل زفاف عام 1943 حضره العديد من أفراد الطبقة البروتستانتية المهيمنة السابقة، طلبت سكرتيرته تأكيدات من العروس بعدم وجود «مظاهرة مؤيدة للقتال سواء من خلال شرب نخب ملك إنجلترا و/أو غناء النشيد الوطني البريطاني».

## أثر الحياد على عضوية الأمم المتحدة
أدت سياسة الحياد إلى تأخير كبير في عضوية أيرلندا في الأمم المتحدة. استخدم الاتحاد السوفيتي العضو الدائم في مجلس الأمن من 1946 إلى ديسمبر 1955، حق النقض (الفيتو) ضد طلبات أيرلندا للعضوية . يشير الاستخدام الأصلي لمصطلح «الأمم المتحدة» في 1942-1945 دائمًا إلى الحلفاء في الحرب العالمية الثانية. تقدمت أيرلندا بطلب للانضمام إلى الأمم المتحدة في عام 1946، عقب زوال عصبة الأمم، إذ كان الدبلوماسي الأيرلندي شون ليستر الأمين العام الأخير لعصبة الأمم. 
بحلول مارس 1955، أعلن وزير الشؤون الخارجية، ليام كوسغريف، أن: «طلب أيرلندا للعضوية في منظمة الأمم المتحدة ما يزال قائمًا مع أنها محظورة نتيجة وجود اعتراض داخل مجلس الأمن». امتنعت الحكومة عن ذكر سبب الاعتراض لأسباب دبلوماسية، أيضًا امتنعت الدولة التي قدمت الاعتراض عن ذكر السبب. اعتبر شون ماكبرايد أن سياسة مقاطعة الأمم المتحدة لأيرلندا قد جرى الاتفاق عليها في الأصل في مؤتمر يالطا عام 1945 من قبل تشرشل وستالين. أُعلن قبول أيرلندا في الأمم المتحدة من قبل جون إيه. كوستيلو في 15 ديسمبر 1955.